# Apple Grapher
Grapher — программа от Apple для построения графиков уравнений с наглядным представлением результатов.

## О программе
Grapher отображает алгебраические соотношения, явные и неявные, в виде двух- или трехмерных графиков. В нём доступно множество математических функций. Можно настроить вид графиков и даже создать из них анимацию.

## Возможности
- Построение графиков уравнений[1]. Grapher позволяет быстро строить графики разных уравнений, включая параметрически заданные кривые и поверхности, дифференциальные уравнения, дискретные ряды и кусочные функции. Уравнение вводится различными способами: можно просто набрать его или для удобства нажать «Уравнение» > «Новое уравнение по шаблону» или «Окно» > «Показать палитру уравнений».
- Индивидуальная настройка графиков[2]. Вы можете изменять внешний вид графиков. Можно менять цвет линий, накладывать на поверхности текстуры, вводить комментарии и т. п.
- Ознакомление с математикой[3]. Вы можете анализировать уравнения, для которых строятся графики. Можно найти касательную или перпендикуляр в любой точке на графике. Проинтегрировать уравнение, чтобы найти площадь фигуры, ограниченной кривой, или площадь поверхности. Также можно найти точки пересечения двух кривых.
- Создание анимаций и изображений[4]. После создания графика вы можете поделиться им с другими пользователями, создав анимацию или изображение. Можно показать, как изменяется график в зависимости от параметра. Можно также показать, как вращается 3D-график в пространстве.